# فيرجينيا كلينتون كيلي
فرجينيا ديل كلينتون كيلي (بالإنجليزية: Virginia Clinton Kelley) (الاسم عند الولادة: كاسيدي؛ 6 يونيو 1923 – 6 يناير 1994)، كانت أخصائية تخدير وممرضة أمريكية. وهي والدة بيل كلينتون، الرئيس الثاني والأربعين للولايات المتحدة، وروجر كلينتون الابن.

## السنوات الأخيرة
بعد وفاة روجر بمرض السرطان عام 1967، تزوجت فيرجينيا كلينتون من مصفف الشعر جيف دواير عام 1969؛ وقد تُوفي لاحقًا في عام 1974 نتيجة مضاعفات مرض السكري. وفي 17 يناير 1982، تزوجت من ريتشارد كيلي (1915–2007)، وكان يشغل منصبًا تنفيذيًا في شركة وساطة لتوزيع المواد الغذائية. واستمر زواجهما حتى وفاتها في 6 يناير 1994 نتيجة مضاعفات سرطان الثدي، وذلك عن عمر ناهز السبعين عامًا، في منزلها بمدينة هوت سبرينغز بولاية أركنساس. وقد توفيت قبل أقل من عام من تولي ابنها منصب الرئيس الثاني والأربعين للولايات المتحدة في 20 يناير 1993. دُفنت إلى جانب زوجها الأول ويليام جيفرسون بليث الابن في مقبرة روز هيل بمدينة هوب، أركنساس.
وقبل وفاتها، أُجري معها لقاء صحفي من قبل كوني تشونغ، تحدثت فيه عن ابنيها الاثنين. كما كانت على علاقة وثيقة للغاية بالفنانة باربرا سترايسند.
وفي عام 1998، ذكر بيل كلينتون أن والدته، إلى جانب زوجته هيلاري كلينتون والناشط جون لويس، كانت من أوائل الداعمين لحملته الرئاسية الأولى.

## وصلات خارجية
- فيرجينيا كلينتون كيلي على موقع IMDb (الإنجليزية)